# Hipposcarus
Hipposcarus ist eine Gattung der Papageifische. Es gibt zwei Arten, die im Indischen Ozean, im Roten Meer sowie im westlichen, zentralen und südlichen Pazifik vorkommen.

## Merkmale
Hipposcarus-Arten haben einen mäßig hochrückigen Rumpf und einen spitz zulaufenden Kopf mit langer Schnauze. Die zu schmalen Zahnplatten verschmolzenen Zähne in Ober- und Unterkiefer werden zum größten Teil von den Lippen bedeckt. Die Zahnplatten und ihre Schneidkanten sind relativ schwach. Die Zähne von Ober- und Unterkiefer schließen übereinander. Auf der Prämaxillare sind zusätzlich seitliche Eckzähne vorhanden. Vordere und hintere Nasenöffnungen sind extrem klein und unterschiedlich. Die Anzahl der Kiemenrechen liegt bei 45 bis 65. Die Brustflossen werden von 15 Flossenstrahlen gestützt. Die Stacheln der Rückenflosse sind flexibel. Vor dem vordersten Rückenflossenstachel liegen 4 Schuppen, selten auch 3. Auf den Wangen befinden sich 3 bis 4 Schuppenreihen, die oft unregelmäßig sind. Die Jungfische der Gattung zeigen ein charakteristisches Farbmuster mit einem Längsstreifen auf den Körperseiten, der am hinteren Ende mit einem dunklen Fleck endet.

## Lebensraum
Hipposcarus-Arten leben in der Regel über sandigen Meeresböden in der Nähe von Korallenriffen.

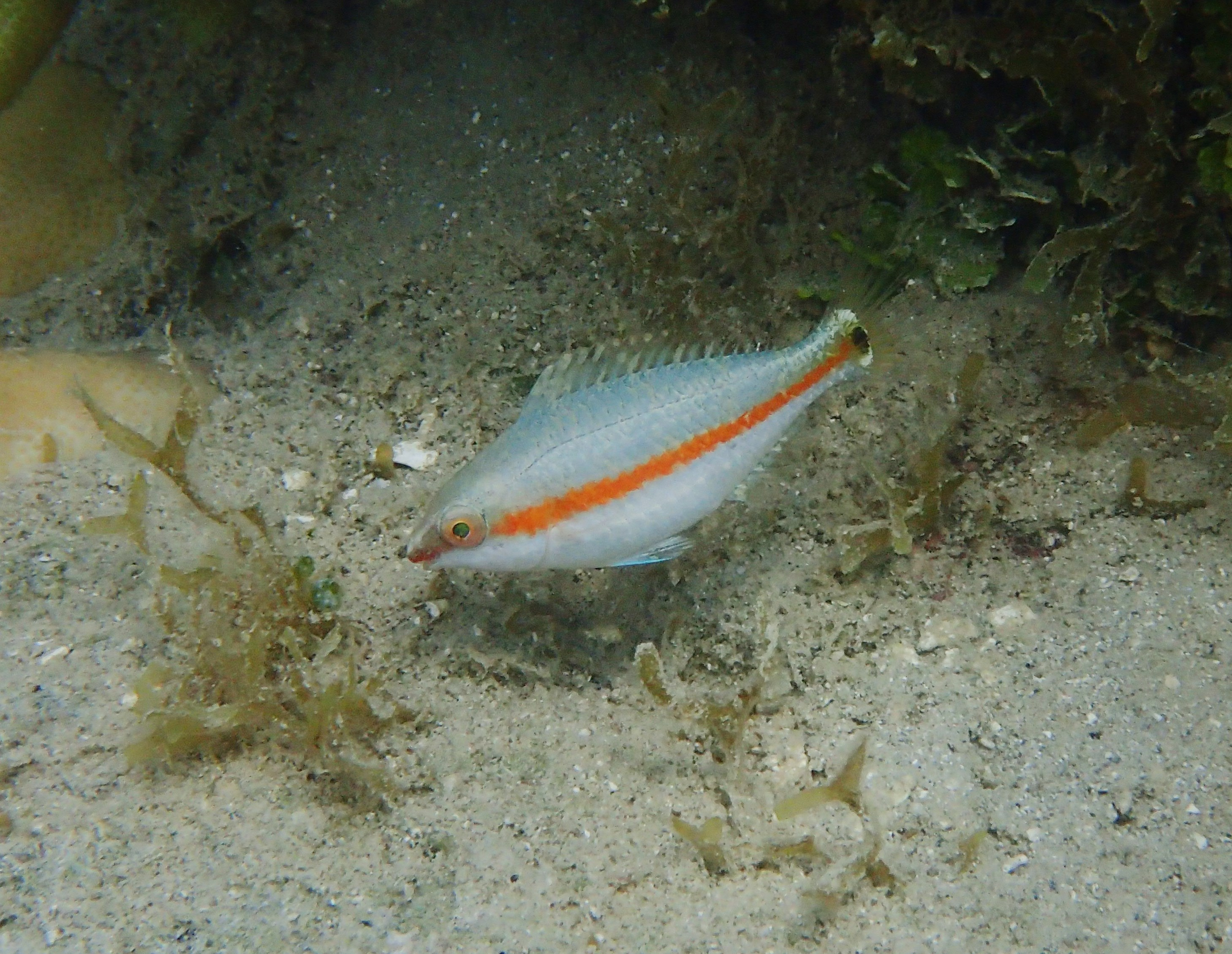
Hippscarus longiceps, Jungfisch

## Arten
Zur Gattung Hipposcarus gehören 2 Arten:
- Hipposcarus harid (Forsskål, 1775)
- Hipposcarus longiceps (Valenciennes in Cuvier & Valenciennes, 1840)